# مخطط مصر
|                         |  |          |
| علم جمهورية مصر العربية |  | شعار مصر |

موقع مصر

في هذا المخطط التالي عرض عام ودليل موضوعي لمصر:
مصر هي دولة ذات سيادة تقع في شرق شمال إفريقيا وتشمل شبه جزيرة سيناء ، وهي جسر بري إلى آسيا . تغطي مساحة حوالي 1,002,450 كيلومتر مربع (387,050 ميل2) وتمتلك مصر حدود مع ليبيا في الغرب والسودان في الجنوب وفلسطين في الشرق. ساحلها الشمالي يحد البحر المتوسط والساحل الشرقي يحد البحر الأحمر . تشتهر مصر بحضارتها القديمة وبعض أقدم المعالم في العالم بما في ذلك أهرامات الجيزة مع تمثال أبو الهول العظيم ، وأهرمات سقارة ومعبد إدفو ومعابد أبو سمبل. تحتوي مدينة الأقصر على العديد من الأثار القديمة مثل معبد الكرنك ووادي الملوك . تعتبر مصر على نطاق واسع دولة سياسية وثقافية مهمة في الشرق الأوسط باعتبارها مركزًا للعالم العربي . تاريخيا كانت مصر «البوابة إلى شمال إفريقيا» مع العديد من البعثات العلمية المنظمة من القاهرة.

## جغرافيا مصر
جغرافيا مصر
- مصر هي: دولة
- الموقع
  - تقع مصر في المناطق التالية:

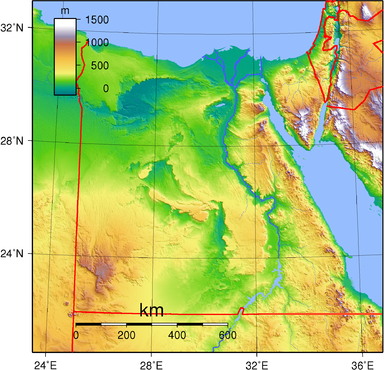
خريطة طبوغرافية موسعة لمصر

    - نصف الكرة الشمالي ونصف الكرة الشرقي
    - أفريقيا
      - شمال أفريقيا
      - صحراء صحارى

    - الشرق الأوسط

  - المنطقة الزمنية : توقيت مصر الرسمي ( UTC + 02 ) ، توقيت مصر الصيفي ( UTC + 03 ) أبريل - سبتمبر
  - النقاط القصوى في مصر
    - عالية: جبل كاثرين 2,629 متر (8,625 قدم)
    - منخفض: منخفض القطارة −133 متر (−436 قدم)

  - الحدود البرية: 2,665 كيلومتر (1,656 ميل)

 السودان 1,273 كيلومتر (791 ميل)
 ليبيا 1,115 كيلومتر (693 ميل)
 فلسطين 277 كيلومتر (172 ميل)
- الخط الساحلي: 2,450 كيلومتر (1,522 ميل)

- عدد سكان مصر: 88,662,800 الناس (2015 تقدير) - المرتبة ال15 للدول الأكثر اكتظاظا بالسكان في البلاد
- جغرافيا مصر: 1,002,450 كيلومتر مربع (387,050 ميل2) - 30 أكبر بلد
- أطلس مصر

### بيئة مصر
- مناخ مصر
- القضايا البيئية في مصر
- المناطق البيئية في مصر
- الطاقة المتجددة في مصر
- جيولوجيا مصر
- الحياة البرية في مصر
  - حيوانات مصر
    - طيور مصر
    - ثدييات مصر
- مركز توثيق التراث الثقافي والطبيعي

#### المعالم الجغرافية لمصر

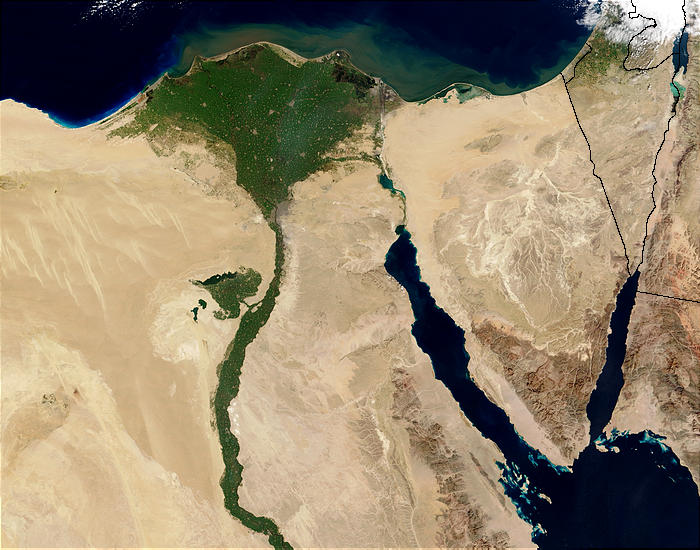
صورة أقمار صناعية موسعة لنهر النيل والدلتا.

- صحارى مصر
  - الصحراء الغربية
  - الصحراء الشرقية
- الأنهار الجليدية في مصر: لا يوجد.[2]
- بحيرات مصر
- أنهار مصر
- مواقع التراث العالمي في مصر
- قناة السويس

### مناطق مصر
- وادي النيل والدلتا
- الصحراء الغربية (المعروف أيضا باسم الصحراء الليبية )
- الصحراء الشرقية (المعروف أيضا باسم الصحراء العربية )
- شبه جزيرة سيناء

#### المناطق الإيكولوجية من مصر
قائمة المناطق البيئية في مصر

#### التقسيمات الإدارية في مصر
التقسيمات الإدارية في مصر
- محافظات مصر (27)
  - مراكز مصر (166)
    - بلديات مصر
      - محافظات مصر

##### محافظات مصر
محافظات مصر
| Nr. | الاسم         | المساحة(كم²) | عدد السكان (2015) | العاصمة     |
| --- | ------------- | ------------ | ----------------- | ----------- |
| 2   | الاسكندرية    | 2,300        | 4,812,186         | الاسكندرية  |
| 27  | أسوان         | 62,726       | 1,431,488         | أسوان       |
| 22  | أسيوط         | 25,926       | 4,245,215         | أسيوط       |
| 3   | البحيرة       | 9,826        | 5,804,262         | دمنهور      |
| 19  | بني سويف      | 10,954       | 2,856,812         | بني سويف    |
| 16  | القاهرة       | 3,085        | 9,278,441         | القاهرة     |
| 5   | الدقهلية      | 3,538        | 5,949,001         | المنصورة    |
| 6   | دمياط         | 910          | 1,330,843         | دمياط       |
| 15  | الفيوم        | 6,068        | 3,170,150         | الفيوم      |
| 9   | الغربية       | 1,942        | 4,751,865         | طنطا        |
| 14  | الجيزة        | 13,184       | 7,585,115         | الجيزة      |
| 13  | الإسماعيلية   | 5,067        | 1,178,641         | الإسماعيلية |
| 4   | كفر الشيخ     | 3,467        | 3,172,753         | كفر الشيخ   |
| 26  | الأقصر        | 2,410        | 1,147,058         | الأقصر      |
| 1   | مطروح         | 166,563      | 447,846           | رسى مطروح   |
| 20  | المنيا        | 32,279       | 5,156,702         | المنيا      |
| 10  | المنوفية      | 2,499        | 3,941,293         | شبين الكوم  |
| 21  | الوادى الجديد | 440,098      | 225,416           | الخارجة     |
| 8   | شمال سيناء    | 28,992       | 434,781           | العريش      |
| 7   | بورسعيد       | 1,345        | 666,599           | بورسعيد     |
| 11  | القليوبية     | 1,124        | 5,105,972         | بنها        |
| 25  | قنا           | 10,798       | 3,045,504         | قنا         |
| 23  | البحر الأحمر  | 119,099      | 345,775           | الغردقة     |
| 12  | الشرقية       | 4,911        | 6,485,412         | الزقازيق    |
| 24  | سوهاج         | 11,022       | 4,603,861         | سوهاج       |
| 18  | جنوب سيناء    | 31,272       | 167,426           | الطور       |
| 17  | السويس        | 9,002        | 622,859           | السويس      |

##### بلديات مصر
قائمة المدن في مصر
- عاصمة مصر: القاهرة ( مخطط )

### ديموغرافيا مصر
التركيبة السكانية في مصر
- تعدادات مصر
- تاريخ الحمض النووي في مصر
- تاريخ سكان مصر

#### الأعراق
| - العرب - النوبيون | - الأقباط - دوم الناس | - باجة - البداوي |

#### الجنسيات
| - المصريين | - اليونانيون | - الأرمن |

## الحكومة والسياسة في مصر
سياسة مصر
- شكل الحكومة : جمهورية شبه رئاسية
- عاصمة مصر: القاهرة
- الانتخابات في مصر
- الأحزاب السياسية في مصر
- ثورة مصر 2011

### فروع الحكومة المصرية
حكومة مصر

#### الفرع التنفيذي لحكومة مصر
- رئيس الدولة : هو رئيس مصر .
- رئيس الحكومة : هو رئيس وزراء مصر .
  - مجلس الوزراء المصري

#### الفرع التشريعي لحكومة مصر
- برلمان مصر – تم حلها من قبل الجيش المصري في 11 فبراير 2011.
  - مجلس الشيوخ: مجلس الشورى
  - مجلس النواب : مجلس الشعب المصري

#### الفرع القضائي للحكومة المصرية
النظام القضائي المصري
- المحكمة الدستورية العليا في مصر
- محكمة الاستئناف
- محكمة بدائية
- محكمة الأسرة

### العلاقات الخارجية لمصر
العلاقات الخارجية لمصر

### القانون والنظام في مصر
قانون مصر
- القنب في مصر
- عقوبة الإعدام في مصر
- دستور مصر
- الجريمة في مصر
- حقوق الانسان في مصر
  - حقوق المثليين في مصر
  - حرية الدين في مصر
- تطبيق القانون في مصر
  - قانون الطوارئ في مصر

### الإعلام المصري
وسائل الإعلام من مصر

### الجيش المصري
الجيش المصري
- - القائد الأعلى :
    - وزارة الدفاع المصرية
- القوات
  - جيش مصر
  - البحرية المصرية
  - القوات الجوية المصرية
- التاريخ العسكري لمصر
- الرتب العسكرية في مصر

## تاريخ مصر
تاريخ مصر

### تاريخ مصر، حسب الفترة
| - تاريخ مصر القديمة : من 3100 ق.م. إلى 639 م - مصر القديمة - قائمة موضوعات مصر القديمة - الفترة الأسرية المبكرة لمصر - الأسرة الأولى في مصر ج. 3150-2890 - الأسرة الثانية في مصر : 2890-2686 - مملكة مصر القديمة - الأسرة الثالثة في مصر : 2686-2613 - الأسرة الرابعة : 2613-2498 - الأسرة الخامسة : 2498-2345 - الأسرة السادسة : 2345-2181 - الفترة الانتقالية الأولى لمصر - الأسرة السابعة : 2181 ، وعادة ما تعتبر زائفة - الأسرة الثامنة : 2181-2160 - الأسرة التاسعة : 2160-2130 - الأسرة العاشرة : 2130-2040 - الأسرة الحادية عشرة في مصر الأولى : 2134-2061 - مملكة مصر الوسطى - أواخر الأسرة الحادية عشرة : 2061-1991 - الأسرة الثانية عشرة : 1991-1803 - الأسرة الثالثة عشرة : 1803-1649 - الأسرة الرابعة عشرة في مصر : 1705-1690 - الفترة الانتقالية الثانية لمصر - الأسرة الخامسة عشرة : 1674-1535 - الأسرة السادسة عشرة : 1660-1600 - أسرة أبيدوس \| \| 1650-1600 - الأسرة السابعة عشرة : 1580-1549 - المملكة المصرية الحديثة - الأسرة الثامنة عشرة : 1549-1292 - الأسرة التاسعة عشرة في مصر : 1292-1189 - الأسرة العشرين في مصر : 1189-1077 - الفترة المتوسطة الثالثة لمصر - الأسرة الحادية والعشرون : 1069-945 - الأسرة الثانية والعشرون : 945-720 - الأسرة الثالثة والعشرون : 837-728 - الأسرة الرابعة والعشرون : 732-720 - الأسرة الخامسة والعشرون : 732-653 - الفترة المتأخرة من مصر القديمة - الأسرة السادسة والعشرون : 672-525 - تاريخ مصر الأخمينية : من 525 قبل الميلاد إلى 332 قبل الميلاد - الأسرة السابعة والعشرون : 525-404 - الأسرة الثامنة والعشرون : 404 - 398 - الأسرة التاسعة والعشرون : 398-380 - الأسرة الثلاثين في مصر : 380-343 - الأسرة الحادية والثلاثون : 343-332 | - تاريخ مصر البطلمية : 332 ق.م. إلى 30 ق.م. - الأسرة الأرغية \| 332-305 - المملكة البطلمية \| 305-30 - تاريخ مصر الرومانية : من 30 ق.م إلى 639 م - ابرشية مصر ج. 381 إلى 539 - مصر الساسانية : من 619 إلى 629 - تاريخ مصر العربية : 639 - 1517 - الفتح الإسلامي لمصر - صلاح الدين الأيوبي في مصر 1163 إلى 1174 - تاريخ مصر العثمانية : 1517 إلى 1805 - تاريخ مصر في عهد سلالة محمد علي : 1805 إلى 1882 - محمد علي الاستيلاء على السلطة - تاريخ مصر الحديثة : منذ عام 1882 - تاريخ مصر في عهد البريطانيين : 1882 إلى 1956 - ثورة 1919 المصرية - إعلان الاستقلال من جانب واحد - مصر خلال الحرب العالمية الثانية | - تاريخ جمهورية مصر 1952 حتى الآن - تاريخ مصر في عهد جمال عبد الناصر 1952-1970 - 1952 ثورة مصرية - جمهورية مصر (1953-1958) - تاريخ مصر في عهد أنور السادات من 1970 إلى 1981 - تاريخ مصر في عهد حسني مبارك 1981-2011 - الأزمة المصرية (2011-2014) - ثورة مصر 2011 (وتسمى أيضًا " ثورة 25 يناير ") - - يونيو 2013 الاحتجاجات المصرية - 2013 الانقلاب المصري - اضطرابات ما بعد الانقلاب في مصر (2013-2014) - تاريخ مصر تحت حكم السيسي |

### تاريخ مصر، حسب المنطقة
| - تاريخ الإسكندرية - الجدول الزمني للإسكندرية - تاريخ القاهرة - الجدول الزمني للقاهرة - تاريخ الجيزة - تاريخ الاقصر | - تاريخ ممفيس ، مصر - تاريخ دلتا النيل - تاريخ بور سعيد - الجدول الزمني لبور سعيد - تاريخ شبه جزيرة سيناء - تاريخ السويس |

### تاريخ مصر، حسب الموضوع
| - تاريخ الحمض النووي في مصر - العواصم المصرية عبر التاريخ - مصر العظيمة - تاريخ اليهود في مصر - التاريخ السياسي لمصر - تاريخ الدستور المصري | - - الجيش في مصر القديمة - قائمة حروب مصر - تاريخ البرلمان المصري - تاريخ سكان مصر - تاريخ أجهزة ضبط الوقت في مصر |

## ثقافة مصر
ثقافة مصر
- المصريين
- عمارة مصر
- مطبخ مصر
- لغات مصر
  - اللغة المصرية
- الإعلام في مصر
- الرموز الوطنية لمصر
  - شعار مصر
  - علم مصر
  - النشيد الوطني لمصر
- الدعارة في مصر
- العطلات الرسمية في مصر
- الدين في مصر
  - الإسلام في مصر
  - المسيحية في مصر
  - اليهودية في مصر
  - الهندوسية في مصر
- مواقع التراث العالمي في مصر

### الفن في مصر
- الفن في مصر ( فن مصر القديمة )
  - الفن المعاصر في مصر
- سينما مصر
- أدب مصر
- موسيقى مصر
- التلفزيون في مصر
- المسرح في مصر

### الرياضة في مصر
الرياضة في مصر
- مصر في الأولمبياد
- كرة القدم في مصر

## الاقتصاد والبنية التحتية لمصر
اقتصاد مصر
- المرتبة الاقتصادية ، حسب الناتج المحلي الإجمالي الاسمي (2007) : 52 (الثانية والخمسين)
- الزراعة في مصر
- الاتصالات في مصر
  - الانترنت في مصر
- شركات مصر
- عملة مصر : الجنيه
  - ISO 4217 : جنيه
- الطاقة في مصر
- الرعاية الصحية في مصر
- التعدين في مصر
- البنك الأهلي المصري
- السياحة في مصر
- النقل في مصر
  - المطارات في مصر
  - النقل بالسكك الحديدية في مصر
- إمدادات المياه والصرف الصحي في مصر

## التعليم في مصر
التعليم في مصر

## روابط خارجية
أطلس ويكيميديا حول مصر
| - مصر الخالدة - ليونارد ويليام كينج، تاريخ مصر، تشلدوا، سوريا، بابل، وآشور في ضوء الاكتشافات الحديثة ، مشروع جوتنبرج . - غاستون كاميل تشارلز ماسبيرو ، تاريخ مصر، تشلدوا، سوريا، بابل، وآشور ، في 12 مجلداً، مشروع غوتنبرغ . - الفقر الريفي في مصر ( الصندوق الدولي للتنمية الزراعية ) - الحضارة المصرية القديمة - الدكان - Encyclopædia Britannica's Egypt Country Page - بوابة خدمات الحكومة المصرية - خدمات مصر العامة للمعلومات - بوابة معلومات مصر - متوفرة باللغتين العربية والإنجليزية - بي بي سي نيوز القطرية لمحة - مصر - كتاب حقائق العالم لوكالة المخابرات المركزية - مصر نسخة محفوظة 24 ديسمبر 2018 على موقع واي باك مشين. نسخة محفوظة 24 ديسمبر 2018 على موقع واي باك مشين. | - تقرير منظمة العفو الدولية لعام 2005 عن مصر. - وزارة الخارجية الأمريكية - مصر يتضمن ملاحظات أساسية ودراسة قطرية وتقارير رئيسية - بوابة أعمال مكافحة الفساد - مصر - تقارير خدمة أبحاث الكونجرس بخصوص مصر - مخطط مصر على مشروع الدليل المفتوح - خرائط مصر - مجموعة خرائط بيري كاستانيدا - التاريخ المصري (الأردية) - بقلم نايل ودجلة ، سرد للسياحة في مصر وبلاد الرافدين نيابة عن المتحف البريطاني بين عامي 1886 و 1913 ، بقلم السير إ. أ. واليس بودج ، 1920 (نسخة قابلة للبحث في مكتبات جامعة جورجيا ؛ تنسيق DJVu & PDF ذي الطبقات ) - دليل مصر على الانترنت - المنظمة المصرية لحقوق الإنسان نسخة محفوظة 26 يناير 2007 على موقع واي باك مشين. - منتديات بورسعيد |